# Paul Imiéla
Paul Imiéla, né le 23 janvier 1943 à Houdain (Pas-de-Calais) et mort le 17 septembre 2024 au Mans,, est un footballeur français amateur actif entre 1965 et 1980 qui occupe le poste de défenseur.
Il effectue toute sa carrière avec l'Amiens SC, et est élu Joueur du siècle de l'Amiens SC par les lecteurs du Courrier picard, journal quotidien diffusé en Picardie.

## Biographie

### En club
Paul Imiéla est repéré en 1964 par un dirigeant bénévole de l'Amiens SC. Il débute avec le club en 1965, alors que celui-ci évolue en Division nationale du championnat de France amateurs, à l'époque premier niveau amateur.
Au cours de sa carrière, Imiéla a joué sept saisons en Division 2, a disputé 214 matches et marqué 15 buts à ce niveau.

### En sélection
Paul Imiéla est sélectionné en équipe de France de football amateur, et porte le brassard de capitaine.

## Statistiques
Le tableau ci-dessous résume les statistiques en matches officiels de Paul Imiéla durant sa carrière de joueur.
| Saison                | Club                  | Championnat           | Championnat | Championnat | Coupe(s) nationale(s) | Coupe(s) nationale(s) | Total | Total |
| Saison                | Club                  | Division              | M.          | B.          | M.                    | B.                    | M.    | B.    |
| 1965-1966             | Amiens SC             | 3                     | 22          | 3           |                       |                       | 22    | 3     |
| 1966-1967             | Amiens SC             | 3                     | 20          | 2           |                       |                       | 20    | 2     |
| 1967-1968             | Amiens SC             | 3                     | 26          | 0           | 1                     | 0                     | 27    | 0     |
| 1968-1969             | Amiens SC             | 3                     | 26          | 1           |                       |                       | 26    | 1     |
| 1969-1970             | Amiens SC             | 3                     | 28          | 2           | 1                     | 0                     | 29    | 2     |
| 1970-1971             | Amiens SC             | 2                     | 30          | 1           |                       |                       | 30    | 1     |
| 1971-1972             | Amiens SC             | 2                     | 28          | 3           | 1                     | 0                     | 29    | 3     |
| 1972-1973             | Amiens SC             | 2                     | 34          | 3           | 1                     | 0                     | 35    | 3     |
| 1973-1974             | Amiens SC             | 3                     | 27          | 4           |                       |                       | 27    | 4     |
| 1974-1975             | Amiens SC             | 2                     | 34          | 3           | 1                     | 0                     | 35    | 3     |
| 1975-1976             | Amiens SC             | 2                     | 33          | 2           | 1                     | 0                     | 34    | 2     |
| 1976-1977             | Amiens SC             | 2                     | 34          | 2           |                       |                       | 34    | 2     |
| 1977-1978             | Amiens SC             | 3                     | 29          | 3           |                       |                       | 29    | 3     |
| 1978-1979             | Amiens SC             | 2                     | 21          | 1           | 3                     | 0                     | 24    | 1     |
| 1979-1980             | Amiens SC             | 3                     | 3           | 0           |                       |                       | 3     | 0     |
| Total sur la carrière | Total sur la carrière | Total sur la carrière | 395         | 30          | 9                     | 0                     | 404   | 30    |